# Giovanni Vincenzo Sarti
Giovanni Vincenzo Sarti fou un compositor italià de la primera meitat del segle xvii.
Deixà les obres següents: Messe e salmi concertati a tre e quatro voci (Venècia, 1630); Salmi concertati a 2,3,4, e 6 voci, i Litaniae Marianae octo vocum.